# Thermoplasmatales
A Thermoplasmatales a Thermoplasmata osztály egy rendje.
A rend minden tagja acidofil, 2 pH alatt nőnek optimálisan. A Picrophilus nembe tartoznak a leginkább savkedvelő, acidofil ismert élőlények, ezek 0,06 pH-n nőnek. A rend sok fajának nincs sejtfala, de a Picrophilus nemnek van. A Thermoplasmatales rendbe tartozó legtöbb élőlény termofil, azaz a magas hőmérsékletet kedveli.

## Törzsfejlődés
A jelenleg elfogadott rendszertan a List of Prokaryotic names with Standing in Nomenclature (LPSN) listán és az Biotechnológiai Információk Nemzeti Központja (NCBI) adatbázisán alapul, a leszármazási fát a 'The All-Species Living Tree' Project 16S rRNA-alapú LTP release 106-e alapján állították össze.
|  | T. acidophilum Darland et al. 1970 (típusfaj) |
|  |                                               |
|  | T. volcanium Segerer et al. 1988              |
|  |                                               |

|  | P. oshimae Schleper et al. 1996 (típusfaj) |
|  |                                            |
|  | P. torridus Zillig et al. 1996             |
|  |                                            |

|  | A. aeolicum Golyshina et al. 2009 (típusfaj)                |
|  |                                                             |
|  | A. cupricumulans (Hawkes et al. 2008) Golyshina et al. 2009 |
|  |                                                             |

|  | ?F. acidarmanus ♠ Dopson et al. 2004            |
|  |                                                 |
|  | ?F. thermophilum ♠ Zhou et al. 2008             |
|  |                                                 |
|  | F. acidiphilum Golyshina et al. 2000 (típusfaj) |
|  |                                                 |

|  | A. aeolicum Golyshina et al. 2009 (típusfaj)                |
|  |                                                             |
|  | A. cupricumulans (Hawkes et al. 2008) Golyshina et al. 2009 |
|  |                                                             |

|  | ?F. acidarmanus ♠ Dopson et al. 2004            |
|  |                                                 |
|  | ?F. thermophilum ♠ Zhou et al. 2008             |
|  |                                                 |
|  | F. acidiphilum Golyshina et al. 2000 (típusfaj) |
|  |                                                 |

|  | P. oshimae Schleper et al. 1996 (típusfaj) |
|  |                                            |
|  | P. torridus Zillig et al. 1996             |
|  |                                            |

|  | A. aeolicum Golyshina et al. 2009 (típusfaj)                |
|  |                                                             |
|  | A. cupricumulans (Hawkes et al. 2008) Golyshina et al. 2009 |
|  |                                                             |

|  | ?F. acidarmanus ♠ Dopson et al. 2004            |
|  |                                                 |
|  | ?F. thermophilum ♠ Zhou et al. 2008             |
|  |                                                 |
|  | F. acidiphilum Golyshina et al. 2000 (típusfaj) |
|  |                                                 |

|  | A. aeolicum Golyshina et al. 2009 (típusfaj)                |
|  |                                                             |
|  | A. cupricumulans (Hawkes et al. 2008) Golyshina et al. 2009 |
|  |                                                             |

|  | ?F. acidarmanus ♠ Dopson et al. 2004            |
|  |                                                 |
|  | ?F. thermophilum ♠ Zhou et al. 2008             |
|  |                                                 |
|  | F. acidiphilum Golyshina et al. 2000 (típusfaj) |
|  |                                                 |

|  | T. acidophilum Darland et al. 1970 (típusfaj) |
|  |                                               |
|  | T. volcanium Segerer et al. 1988              |
|  |                                               |

|  | P. oshimae Schleper et al. 1996 (típusfaj) |
|  |                                            |
|  | P. torridus Zillig et al. 1996             |
|  |                                            |

|  | A. aeolicum Golyshina et al. 2009 (típusfaj)                |
|  |                                                             |
|  | A. cupricumulans (Hawkes et al. 2008) Golyshina et al. 2009 |
|  |                                                             |

|  | ?F. acidarmanus ♠ Dopson et al. 2004            |
|  |                                                 |
|  | ?F. thermophilum ♠ Zhou et al. 2008             |
|  |                                                 |
|  | F. acidiphilum Golyshina et al. 2000 (típusfaj) |
|  |                                                 |

|  | A. aeolicum Golyshina et al. 2009 (típusfaj)                |
|  |                                                             |
|  | A. cupricumulans (Hawkes et al. 2008) Golyshina et al. 2009 |
|  |                                                             |

|  | ?F. acidarmanus ♠ Dopson et al. 2004            |
|  |                                                 |
|  | ?F. thermophilum ♠ Zhou et al. 2008             |
|  |                                                 |
|  | F. acidiphilum Golyshina et al. 2000 (típusfaj) |
|  |                                                 |

|  | P. oshimae Schleper et al. 1996 (típusfaj) |
|  |                                            |
|  | P. torridus Zillig et al. 1996             |
|  |                                            |

|  | A. aeolicum Golyshina et al. 2009 (típusfaj)                |
|  |                                                             |
|  | A. cupricumulans (Hawkes et al. 2008) Golyshina et al. 2009 |
|  |                                                             |

|  | ?F. acidarmanus ♠ Dopson et al. 2004            |
|  |                                                 |
|  | ?F. thermophilum ♠ Zhou et al. 2008             |
|  |                                                 |
|  | F. acidiphilum Golyshina et al. 2000 (típusfaj) |
|  |                                                 |

|  | A. aeolicum Golyshina et al. 2009 (típusfaj)                |
|  |                                                             |
|  | A. cupricumulans (Hawkes et al. 2008) Golyshina et al. 2009 |
|  |                                                             |

|  | ?F. acidarmanus ♠ Dopson et al. 2004            |
|  |                                                 |
|  | ?F. thermophilum ♠ Zhou et al. 2008             |
|  |                                                 |
|  | F. acidiphilum Golyshina et al. 2000 (típusfaj) |
|  |                                                 |

|  | T. acidophilum Darland et al. 1970 (típusfaj) |
|  |                                               |
|  | T. volcanium Segerer et al. 1988              |
|  |                                               |

|  | P. oshimae Schleper et al. 1996 (típusfaj) |
|  |                                            |
|  | P. torridus Zillig et al. 1996             |
|  |                                            |

|  | A. aeolicum Golyshina et al. 2009 (típusfaj)                |
|  |                                                             |
|  | A. cupricumulans (Hawkes et al. 2008) Golyshina et al. 2009 |
|  |                                                             |

|  | ?F. acidarmanus ♠ Dopson et al. 2004            |
|  |                                                 |
|  | ?F. thermophilum ♠ Zhou et al. 2008             |
|  |                                                 |
|  | F. acidiphilum Golyshina et al. 2000 (típusfaj) |
|  |                                                 |

|  | A. aeolicum Golyshina et al. 2009 (típusfaj)                |
|  |                                                             |
|  | A. cupricumulans (Hawkes et al. 2008) Golyshina et al. 2009 |
|  |                                                             |

|  | ?F. acidarmanus ♠ Dopson et al. 2004            |
|  |                                                 |
|  | ?F. thermophilum ♠ Zhou et al. 2008             |
|  |                                                 |
|  | F. acidiphilum Golyshina et al. 2000 (típusfaj) |
|  |                                                 |

|  | P. oshimae Schleper et al. 1996 (típusfaj) |
|  |                                            |
|  | P. torridus Zillig et al. 1996             |
|  |                                            |

|  | A. aeolicum Golyshina et al. 2009 (típusfaj)                |
|  |                                                             |
|  | A. cupricumulans (Hawkes et al. 2008) Golyshina et al. 2009 |
|  |                                                             |

|  | ?F. acidarmanus ♠ Dopson et al. 2004            |
|  |                                                 |
|  | ?F. thermophilum ♠ Zhou et al. 2008             |
|  |                                                 |
|  | F. acidiphilum Golyshina et al. 2000 (típusfaj) |
|  |                                                 |

|  | A. aeolicum Golyshina et al. 2009 (típusfaj)                |
|  |                                                             |
|  | A. cupricumulans (Hawkes et al. 2008) Golyshina et al. 2009 |
|  |                                                             |

|  | ?F. acidarmanus ♠ Dopson et al. 2004            |
|  |                                                 |
|  | ?F. thermophilum ♠ Zhou et al. 2008             |
|  |                                                 |
|  | F. acidiphilum Golyshina et al. 2000 (típusfaj) |
|  |                                                 |

|  | T. acidophilum Darland et al. 1970 (típusfaj) |
|  |                                               |
|  | T. volcanium Segerer et al. 1988              |
|  |                                               |

|  | P. oshimae Schleper et al. 1996 (típusfaj) |
|  |                                            |
|  | P. torridus Zillig et al. 1996             |
|  |                                            |

|  | A. aeolicum Golyshina et al. 2009 (típusfaj)                |
|  |                                                             |
|  | A. cupricumulans (Hawkes et al. 2008) Golyshina et al. 2009 |
|  |                                                             |

|  | ?F. acidarmanus ♠ Dopson et al. 2004            |
|  |                                                 |
|  | ?F. thermophilum ♠ Zhou et al. 2008             |
|  |                                                 |
|  | F. acidiphilum Golyshina et al. 2000 (típusfaj) |
|  |                                                 |

|  | A. aeolicum Golyshina et al. 2009 (típusfaj)                |
|  |                                                             |
|  | A. cupricumulans (Hawkes et al. 2008) Golyshina et al. 2009 |
|  |                                                             |

|  | ?F. acidarmanus ♠ Dopson et al. 2004            |
|  |                                                 |
|  | ?F. thermophilum ♠ Zhou et al. 2008             |
|  |                                                 |
|  | F. acidiphilum Golyshina et al. 2000 (típusfaj) |
|  |                                                 |

|  | P. oshimae Schleper et al. 1996 (típusfaj) |
|  |                                            |
|  | P. torridus Zillig et al. 1996             |
|  |                                            |

|  | A. aeolicum Golyshina et al. 2009 (típusfaj)                |
|  |                                                             |
|  | A. cupricumulans (Hawkes et al. 2008) Golyshina et al. 2009 |
|  |                                                             |

|  | ?F. acidarmanus ♠ Dopson et al. 2004            |
|  |                                                 |
|  | ?F. thermophilum ♠ Zhou et al. 2008             |
|  |                                                 |
|  | F. acidiphilum Golyshina et al. 2000 (típusfaj) |
|  |                                                 |

|  | A. aeolicum Golyshina et al. 2009 (típusfaj)                |
|  |                                                             |
|  | A. cupricumulans (Hawkes et al. 2008) Golyshina et al. 2009 |
|  |                                                             |

|  | ?F. acidarmanus ♠ Dopson et al. 2004            |
|  |                                                 |
|  | ?F. thermophilum ♠ Zhou et al. 2008             |
|  |                                                 |
|  | F. acidiphilum Golyshina et al. 2000 (típusfaj) |
|  |                                                 |

Jegyzet:

♠ A törzs megtalálható az Biotechnológiai Információk Nemzeti Központja (NCBI) listáján, de hiányzik a List of Prokaryotic names with Standing in Nomenclature (LPSN) listájáról.

### Tudományos folyóiratok
- (2006) „Prokaryotes”. Thermoplasmatales (The Prokaryotes), 101–102. o. DOI:10.1007/0-387-30743-5_7.
- „Molecular Ecology Techniques Reveal Both Spatial and Temporal Variations in the Diversity of Archaeal Communities within the Athalassohaline Environment of Rambla Salada, Spain”. MICROBIAL ECOLOGY 66 (2), 297–311. o. DOI:10.1007/s00248-013-0176-5. PMID 23354292.
- „"Methanoplasmatales," Thermoplasmatales-Related Archaea in Termite Guts and Other Environments, Are the Seventh Order of Methanogens”. Applied and Environmental Microbiology 78 (23), 8245–8253. o. DOI:10.1128/AEM.02193-12.
- „Diversity and Community Composition of Methanogenic Archaea in the Rumen of Scottish Upland Sheep Assessed by Different Methods” 9 (9), e106491. o. DOI:10.1371/journal.pone.0106491.

### Tudományos könyvek
- Reysenbach, A-L.szerk.: DR Boone: Order I. Thermoplasmatales ord. nov., Bergey's Manual of Systematic Bacteriology Volume 1: The Archaea and the deeply branching and phototrophic Bacteria, 2nd, New York: Springer Verlag, 169. o. (2001. március 20.). ISBN 978-0-387-98771-2
- Reysenbach, A-L.szerk.: DR Boone: Class IV. Thermoplasmata class. nov., Bergey's Manual of Systematic Bacteriology Volume 1: The Archaea and the deeply branching and phototrophic Bacteria, 2nd, New York: Springer Verlag, 169. o. (2001. március 20.). ISBN 978-0-387-98771-2

### Tudományos adatbázisok
- Thermoplasmatales PubMed hivatkozásai
- Thermoplasmatales PubMed Central hivatkozásai
- Thermoplasmatales Google Scholar hivatkozásai